# Römisch-katholische Kirche in Aserbaidschan
Die römisch-katholische Kirche in Aserbaidschan ist eine sehr junge Missionskirche.
Im 14. Jahrhundert brachten Missionare den römisch-katholischen Glauben nach Aserbaidschan. Anfang des 20. Jahrhunderts gab es eine Gemeinde in Baku, die aus Polen, Russen und Deutschen bestand. Der einzige Priester wurde Anfang der 1930er Jahre getötet, ein Jahr später die einzige Kirche zerstört. 1997 kam ein slowakischer Priester nach Baku, um eine Gemeinde zu gründen. 
Zwischen 2000 und 2002 von 150 auf 200 Gläubige gewachsen, wurde sie am 11. Oktober 2000 zur Mission sui juris und den Salesianern anvertraut, welche dort mit zwei Priestern und einem Laienbruder wirken. Das ganze Land (die Landesfläche beträgt 86.500 km²), bildet eine einzige Missionspfarrei, die in Baku ihren Sitz hat. Weiter befindet sich dort ein Jugendzentrum und ein Obdachlosenheim der Sisters of Charity. Papst Johannes Paul II. besuchte 2002 Aserbaidschan. 2007 wurde eine römisch-katholische Kirche eröffnet. Am 4. August 2011 wurde die Mission sui juris zur Apostolischen Präfektur erhoben und der Salesianerpater Vladimir Fekete zum Apostolischen Präfekten von Aserbaidschan ernannt. Der Mission sui juris gehören heute circa 400 Mitglieder an, nach anderer Quelle 580 Mitglieder.
Aserbaidschan und der Heilige Stuhl unterhalten diplomatische Beziehungen. Der Sitz des Nuntius, der auch für Armenien und Georgien zuständig ist, befindet sich in Tiflis. Nuntius seit 2022 ist der Pole Marek Solczyński.